# Szőkedencs
Szőkedencs é um município da Hungria, situado no condado de Somogy. Tem 18,69 km² de área e sua população em 2019 foi estimada em 253 habitantes.